# 北京麻將
北京麻将是1990年代之后逐渐形成的北京地域性规则麻将。因大部分人参与性较强，难度虽然较低，但是说法及和牌方式多样化，被很多人喜爱。也被称之为“推倒和”，同时以和牌形式也被称之为“吃碰提”。

## 基本规则
1. 北京麻将和牌牌数为14张。常驻手牌数量为13张。如在牌局中出现手牌多或者少的情况，则视为“相公”，意为不能和牌，只可陪打。并且放炮时仍然有效。
2. 北京麻将中带有一张替代牌，称之为“混儿”，可替代任意一张所需要的牌。“混儿”最早的摸法为四圈牌中倒数第7墩牌的上方张，但因之后有很多人认为有“出千”可能，所以采取新规定：在所有人摸完手牌后的圈内第一张为“混儿”牌，并有“上滚混儿”和“下滚混儿”之分，一般北京麻将玩法为“上滚混儿”。即圈内第一张为五万，“混儿”为六万。手牌和牌时无“混儿”牌的俗称为“素”，在点数中增加1倍。但当“混儿”牌为某一副牌中的组成部分时（比如“混儿”牌为六万，某一副牌为五万、六万、七万），且手牌和牌时只有这一张“混儿”牌，此项目称之为“隐混儿”（或“本混儿”），仍算为无“混儿”牌和牌。
3. 手牌中多牌及少牌、打出“混儿”牌的玩家为“相公”，本回合不允许和牌。且打出“混儿”牌，任何方不允许吃、碰此张牌。
4. 手牌中有三个“混儿”牌时，只允许自摸。
5. “混儿”牌不允许作为吃牌、碰牌中的牌搭子。
6. “提”（音：di，同“滴”音）为北京麻将中自摸和牌的另一种说法，在北京麻将中，如果回合中此人有吃牌、碰牌、明杠的举动，那么此人在本回合中不能和别家的弃牌，只能采取自摸和的方式和牌。所以北京麻将又称之为“吃碰提”，基本为保持门清打法。
7. 四张一样的牌称之为“杠”。“明杠”为三张手牌自摸，一张为别人的弃牌。“明杠”为破坏门清。“暗杠”为四张均为手牌自摸，不破坏门清，开出时需在四张牌中翻出一张作为明示。但在北京大部分地区的打法中，“杠”如果此人本回合没有和牌，“杠”是不需计入点数的。

## 和牌规则
和牌（俗称“屁和”）：代表和牌说法较少，并且点数很低的和牌方式。通常为手牌中有“混儿”牌，门清，由他人放炮和牌。或门不清，手牌中有“会儿”牌，* 自摸和牌。
- 门清：
- 自摸：
- 门清自摸：
- 门清自摸无“混儿”牌：
- 素一条龙：饼牌、索牌（条子牌）、万牌三个花色均可，1~9均有凑为三副牌，并且一条龙中没有“混儿”牌。
- 混一条龙：饼牌、索牌（条子牌）、万牌三个花色均可，1~9均有凑为三副牌，并且一条龙中仅有一张“混儿”牌。本规则和牌后不算无“混儿”和牌。
- 本“混儿”一条龙：以“混儿”牌的花色为准，1~9均有凑为三副牌，并且一条龙中必须有“混儿”牌。
- 七对：各种花色均可，使其凑成七个对子组成的手牌。必须门清。
- 素七对：各种花色均可，使其凑成七个对子组成的手牌。必须门清，并且七对中没有“混儿”牌作为替牌的。但可以将“混儿”牌独自作为一对牌。
- 豪华七对（俗称为“龙七对”）：各种花色均可，使其凑成七个对子组成的手牌。必须门清。手牌和牌中必须有两对牌为四张一样花色和数目的（即手牌中有一副“暗杠”并且没有开出）。
- 素豪华七对（俗称为“龙七对”）：各种花色均可，使其凑成七个对子组成的手牌。必须门清。手牌和牌中必须有两对牌为四张一样花色和数目的（即手牌中有一副“暗杠”），并且七对中没有“混儿”牌作为替牌的。但可以将“混儿”牌独自作为一对牌。
- 捉五魁：手牌“听牌”时单和一张五万。可为四万、六万卡张，也可为手牌中有一张五万，单调一张五万为将牌。捉五魁必须无“混儿”牌，且必须为单调一张* 五万。此规则也可用在七对中。
- 天和：坐庄者手牌摸齐后即和牌。
- 地和：非坐庄者手牌摸齐后听牌，必须在其他三位弃牌第一轮中和牌。
- 天听：非坐庄者手牌摸齐后听牌，必须告知其他三位，并且此后不可换手牌，否则视为放弃天听。
- 海底捞月：在“荒牌”（也称之为“流局”）之前最后一圈摸牌机会中自摸和牌。
- 杠上开花：开出“明杠”或“暗杠”后，在所有圈牌最后摸取一张手牌，并且再摸牌后即和牌。
- 一炮三响：出牌人弃牌后，另外三方均和牌。无“一炮两响”，按座次靠前者为“截和”。
- 清一色：饼牌、索牌（条子牌）、万牌三个花色均可，和牌时手牌14张均为同一花色。只能有一张“混儿”牌。
- 素清一色：饼牌、索牌（条子牌）、万牌三个花色均可，和牌时手牌14张均为同一花色。无“混儿”牌。